# Procedimento legislativo da União Europeia
O procedimento legislativo da União Europeia são as maneiras pelas quais a União Europeia adopta a legislação. O procedimento utilizado para uma determinada proposta legislativa depende da área política em questão. As regras que regem o procedimento que se aplica ao domínio de intervenção são definidas nos Tratados da União Europeia. 
O processo legislativo ordinário consiste na adopção de um regulamento, de uma directiva ou de uma decisão conjuntamente pelo Parlamento Europeu e pelo Conselho, sob proposta da Comissão (Artigo 289º TFUE - Tratado de Funcionamento da União Europeia) - sendo desenvolvido o procedimento no artigo 294º TFUE. 
O processo legislativo especial consiste nos casos específicos previstos pelos Tratados, a adopção de um regulamento, directiva ou de uma decisão do Parlamento Europeu, com a participação do Conselho, ou por este, com a participação do Parlamento Europeu - Artigo 289/2 TFUE. 